# Rachael Grinham
Pour les articles homonymes, voir Rachael et Grinham.
Rachael Grinham, née le 22 janvier 1977 à Toowoomba, est une joueuse professionnelle de squash représentant l'Australie, restée n°1 au classement mondial pendant 16 mois consécutifs et championne du monde en 2007 face à sa sœur Natalie. Elle est sur le circuit depuis 1994 et toujours active en 2022.

## Biographie
Toute petite, elle joue au squash, ses deux parents étant eux-mêmes pratiquants. Elle participe à son premier tournoi à l'âge de sept ans. A l'âge de seize ans, elle rejoint le Australian Institute of Sport de Brisbane, devient championne du monde junior en 1993 et finaliste en 1995 s'inclinant en finale face à Jade Wilson. Elle fait partie avec les jumelles Kate Major et Emma Major, Narelle Tippett de l'équipe d'Australie, championne du monde junior par équipes en 1995.
À l'âge de 18 ans, elle passe professionnelle.
Toujours sur le circuit, elle s'impose à l'âge de 42 ans en mars 2019 face à la 6e joueuse mondiale Sarah-Jane Perry lors de l'Open du Texas. En 2021, elle remporte le tournoi challenger Australian Open.
En février 2022, elle remporte le tournoi challenger North Coast Open et devient à 45 ans, la joueuse la plus âgée à remporter un titre.

## Vie privée
Rachael Grinham est ouvertement lesbienne, et est en couple avec la joueuse professionnelle de squash britannique Jenny Duncalf.

## Palmarès

### Titres
- Championnats du monde : 2007
- British Open : 4 titres (2003, 2004, 2007, 2009)
- US Open : 2006
- Australian Open : 2 titres (2005, 2017)
- Open du Texas : 2 titres (2004, 2011)
- Carol Weymuller Open : 2006
- Qatar Airways Challenge : 2005
- Open de Kuala Lumpur : 2001
- Hurghada International : 3 titres (2004, 2005, 2007)
- Bahrain WISPA Classic 2004
- Championnats du monde junior :  1993
- Championnats du monde par équipes : 2010
- Championnats d'Australie : 2014

### Finales
- Championnats du monde : 2005
- British Open : 2006
- Hong Kong Open : 2008
- Qatar Classic : 3 finales (2004, 2009, 2010)
- Open de Macao : 2013
- Open du Texas : 2 finales (2005, 2010)
- Torneo International Bicentenario Mexico 2010
- Heliopolis Open : 2 finales (2003, 2010)
- Hurghada International : 3 finales (2003, 2006, 2009)
- Singapore Masters : 2008
- Open de Séoul : 2008
- Open des Pays-Bas : 2007
- Grasshopper Cup : 2001
- Monte-Carlo Squash Classic : 2 finales (2007, 2008)
- Qatar Airways Challenge : 2006
- Championnats du monde junior :  1995